# Lijst van afleveringen van The Odd Couple
Dit is een lijst met afleveringen van de Amerikaanse televisieserie The Odd Couple. De serie telt 5 seizoenen. Een overzicht van alle afleveringen is hieronder te vinden.

## Seizoen 1
| Nr. | Titel aflevering                    | Uitzenddatum VS  |
| --- | ----------------------------------- | ---------------- |
| 1   | The Laundry Orgy24 september 1970   |                  |
| 2   | The Fight of the Felix              | 1 oktober 1970   |
| 3   | Felix Gets Sick                     | 8 oktober 1970   |
| 4   | The Jury Story                      | 15 oktober 1970  |
| 5   | The Breakup                         | 22 oktober 1970  |
| 6   | Oscar's Ulcer                       | 29 oktober 1970  |
| 7   | I Do, I Don't                       | 5 november 1970  |
| 8   | Oscar, the Model                    | 12 november 1970 |
| 9   | The Big Brother                     | 19 november 1970 |
| 10  | It's All Over Now, Baby Bird        | 3 december 1970  |
| 11  | Felix Is Missing                    | 10 december 1970 |
| 12  | Scrooge Gets an Oscar               | 17 december 1970 |
| 13  | The Black Out                       | 24 december 1970 |
| 14  | They Use Horse Radish, Don't They   | 7 januari 1971   |
| 15  | The Hideaway                        | 14 januari 1971  |
| 16  | Lovers Don't Make House Calls       | 29 januari 1971  |
| 17  | Engrave Trouble                     | 5 februari 1971  |
| 18  | A Bunny Is Missing Down by the Lake | 12 februari 1971 |
| 19  | You've Come a Long Way, Baby        | 19 februari 1971 |
| 20  | A Taste of Money                    | 26 februari 1971 |
| 21  | Oscar's New Life                    | 5 maart 1971     |
| 22  | What Makes Felix Run                | 12 maart 1971    |
| 23  | What Does a Naked Lady Say to You   | 19 maart 1971    |
| 24  | Trapped                             | 26 maart 1971    |

## Seizoen 2
| Nr. | Titel aflevering                             | Uitzenddatum VS   |
| --- | -------------------------------------------- | ----------------- |
| 1   | Natural Childbirth                           | 17 september 1971 |
| 2   | Felix's Wife's Boyfriend                     | 24 september 1971 |
| 3   | Hospital Mates                               | 1 oktober 1971    |
| 4   | Sleepwalker                                  | 8 oktober 1971    |
| 5   | A Grave for Felix                            | 15 oktober 1971   |
| 6   | Murray the Fink                              | 29 oktober 1971   |
| 7   | Does Your Mother Know You're Out, Rigoletto? | 5 november 1971   |
| 8   | Fat Farm                                     | 12 november 1971  |
| 9   | The Odd Couple Meet Their Host               | 19 november 1971  |
| 10  | Win One for Felix                            | 3 december 1971   |
| 11  | Being Divorced Is Never Having to Say I Do   | 10 december 1971  |
| 12  | Surprise! Surprise!                          | 17 december 1971  |
| 13  | Felix, the Calypso Singer                    | 24 december 1971  |
| 14  | And Leave the Greyhound to Us?               | 31 december 1971  |
| 15  | Security Arms                                | 7 januari 1972    |
| 16  | Speak for Yourself                           | 14 januari 1972   |
| 17  | You Saved My Life                            | 21 januari 1972   |
| 18  | Where's Grandpa?                             | 28 januari 1972   |
| 19  | Partner's Investment                         | 4 februari 1972   |
| 20  | Good, Bad Boy                                | 11 februari 1972  |
| 21  | A Night to Dismember                         | 18 februari 1972  |
| 22  | Oscar's Promotion                            | 25 februari 1972  |
| 23  | Psychic, Shmychic                            | 3 maart 1972      |

## Seizoen 3
| Nr. | Titel aflevering                    | Uitzenddatum VS   |
| --- | ----------------------------------- | ----------------- |
| 1   | Gloria, Hallelujah                  | 15 september 1972 |
| 2   | Big Mouth                           | 22 september 1972 |
| 3   | The Princess                        | 29 september 1972 |
| 4   | The Pen Is Mightier Then the Pencil | 6 oktober 1972    |
| 5   | Odd Monks                           | 13 oktober 1972   |
| 6   | I'm Dying of Unger                  | 20 oktober 1972   |
| 7   | The Odd Couples                     | 27 oktober 1972   |
| 8   | Felix's First Commerical            | 3 november 1972   |
| 9   | The First Baby                      | 10 november 1972  |
| 10  | Oscar's Birthday                    | 17 november 1972  |
| 11  | Password                            | 1 december 1972   |
| 12  | The Odd Father                      | 8 december 1972   |
| 13  | Don't Believe in Roomers            | 22 december 1972  |
| 14  | Sometimes a Great Ocean             | 5 januari 1973    |
| 15  | I Gotta Be Me                       | 12 januari 1973   |
| 16  | The Ides of April                   | 19 januari 1973   |
| 17  | Myrna's Debut                       | 2 februari 1973   |
| 18  | The Hustler                         | 9 februari 1973   |
| 19  | My Strife in Court                  | 16 februari 1973  |
| 20  | Let's Make a Deal                   | 23 februari 1973  |
| 21  | The Odyssey Couple                  | 2 maart 1972      |
| 22  | Take My Furniture, Please           | 9 maart 1973      |
| 23  | The Murray Who Came to Dinner       | 22 maart 1973     |

## Seizoen 4
| Nr. | Titel aflevering                  | Uitzenddatum VS   |
| --- | --------------------------------- | ----------------- |
| 1   | Gloria Moves In                   | 14 september 1973 |
| 2   | Last Tango in Newark              | 21 september 1973 |
| 3   | The Odd Decathalon                | 28 september 1973 |
| 4   | That Was No Lady                  | 5 oktober 1973    |
| 5   | The Odd Holiday                   | 12 oktober 1973   |
| 6   | The New Car                       | 19 oktober 1973   |
| 7   | That Is the Army Mrs. Madison     | 26 oktober 1973   |
| 8   | The Songwriter                    | 2 november 1973   |
| 9   | Felix Directs                     | 9 november 1973   |
| 10  | The Pig Who Came to Dinner        | 16 november 1973  |
| 11  | Maid for Each Other               | 23 november 1973  |
| 12  | The Exorcists                     | 7 december 1973   |
| 13  | A Barnacle Adventure              | 21 december 1973  |
| 14  | The Moonlighter                   | 4 januari 1974    |
| 15  | Cleanliness Is Next to Impossible | 11 januari 1974   |
| 16  | The Flying Felix                  | 18 januari 1974   |
| 17  | Vocal Girl Makes Good             | 25 januari 1974   |
| 18  | Shuffling Off to Buffalo          | 8 februari 1974   |
| 19  | A Different Drummer               | 22 februari 1974  |
| 20  | The Insomniacs                    | 1 maart 1974      |
| 21  | New York's Oddest                 | 8 maart 1974      |
| 22  | One for the Bunny                 | 22 maart 1974     |

## Seizoen 5
| Nr. | Titel aflevering             | Uitzenddatum VS   |
| --- | ---------------------------- | ----------------- |
| 1   | The Rain in Spain            | 12 september 1974 |
| 2   | To Bowl or Not to Bowl       | 19 september 1974 |
| 3   | The Frog                     | 26 september 1974 |
| 4   | The Hollywood Story          | 3 oktober 1974    |
| 5   | The Dog Story                | 10 oktober 1974   |
| 6   | Strike Up the Band or Else   | 17 oktober 1974   |
| 7   | The Odd Candidate            | 24 oktober 1974   |
| 8   | The Subway Story             | 31 oktober 1974   |
| 9   | The Paul Williams Story      | 7 november 1974   |
| 10  | Our Fathers                  | 21 november 1974  |
| 11  | The Big Broadcast            | 28 november 1974  |
| 12  | Oscar's in Love              | 12 december 1974  |
| 13  | The Bigger They Are          | 14 december 1974  |
| 14  | Two on the Aisle             | 19 december 1974  |
| 15  | Your Mother Wears Army Boots | 16 januari 1975   |
| 16  | Felix the Horse Player       | 23 januari 1975   |
| 17  | The Rent Strike              | 30 januari 1975   |
| 18  | Two Men on a Hoarse          | 7 februari 1975   |
| 19  | The Roy Clark Show           | 14 februari 1975  |
| 20  | Old Flames Never Die         | 21 februari 1975  |
| 21  | Laugh Clown, Laugh           | 28 februari 1975  |
| 22  | Felix Remarries              | 7 maart 1975      |